# Le Renard, les Mouches et le Hérisson
Le Renard, les Mouches et le Hérisson est la treizième fable du livre XII de Jean de La Fontaine situé dans le troisième et dernier recueil des Fables de La Fontaine, édité pour la première fois en 1693 mais daté de 1694.

## Texte de la fable
Aux traces de son sang, un vieux hôte des bois,

Renard fin, subtil, et matois,

Blessé par des Chasseurs, et tombé dans la fange,

Autrefois attira ce Parasite ailé

Que nous avons Mouche appelé.

Il accusait les Dieux, et trouvait fort étrange

Que le sort à tel point le voulût affliger,

Et le fît aux Mouches manger.

Quoi ! se jeter sur moi, sur moi le plus habile

De tous les hôtes des forêts ?

Depuis quand les Renards sont-ils un si bon mets ?

Et que me sert ma queue ; est-ce un poids inutile ?

Va ! le Ciel te confonde, animal importun ;

Que ne vis-tu sur le commun !

Un Hérisson du voisinage,

Dans mes Vers nouveau personnage,

Voulut le délivrer de l’importunité

Du Peuple plein d’avidité :

Je les vais de mes dards enfiler par centaines,

Voisin Renard, dit-il, et terminer tes peines.

Garde-t’en bien, dit l’autre ; ami, ne le fais pas :

Laisse-les, je te prie, achever leurs repas.

Ces animaux sont soûls ; une troupe nouvelle

Viendrait fondre sur moi, plus âpre et plus cruelle.

Nous ne trouvons que trop de mangeurs ici-bas :

Ceux-ci sont courtisans, ceux-là sont magistrats.

Aristote appliquait cet Apologue aux Hommes.

Les exemples en sont communs,

Surtout au pays où nous sommes.

Plus telles gens sont pleins, moins ils sont importuns.
— Jean de La Fontaine, Fables de La Fontaine, Le Renard, les Mouches et le Hérisson, texte établi par Jean-Pierre Collinet, Fables, contes et nouvelles, Gallimard, « Bibliothèque de la Pléiade », 1991, p. 479